# Котлеевка
Котле́евка — деревня Калабинского сельского поселения Задонского района Липецкой области.

## География
Деревня Котлеевка находится в южной части Задонского района, в 20 км к юго-востоку от города Задонска, и в 6,5 км от центра поселения села Калабино.

## История
В XIX веке в урочище «Олленой (Алленной) Верх» возникли 3 деревни с таким же названием. Позднее деревни получили другие названия: Бунино, Коровкино и Котлеевка, единственная из которых сохранилась до сего времени.
В «Списке населённых мест» Воронежской губернии 1859 года упоминается как «сельцо владельческое Олленой Верх (Карлово) при урочище Олленом Верху и колодцах, 26 дворов, 438 жителей».
В 1884 году Котлеевка упоминается как деревня «Льняной Верх» в приходе Михайло-Архангельской церкви села Архангельское.
В 1900 году в Котлеевке числится 32 двора, 182 жителя. По переписи населения 1926 года значится 41 двор и 196 жителей. В 1932 году — 260 жителей.
До 1920-х годов относится к Калабинской волости Землянского уезда Воронежской губернии. С 1928 года в составе Задонского района Елецкого округа Центрально-Чернозёмной области. После разделения ЦЧО в 1934 году Задонский район вошёл в состав Воронежской, в 1937 году — Орловской области, а с 6 января 1954 года в составе вновь образованной Липецкой области.

## Население
| 2010 |
| ---- |
| 0    |

## Транспорт
В 1 км к востоку от Котлеевки проходит асфальтированное шоссе, связывающее центр поселения Калабино с селом Архангельское. Грунтовыми дорогами связана с деревнями Сновская и Грибоедовка.